# Nepticula peniciliata
Nepticula peniciliata is een vlinder uit de familie van de dwergmineermotten (Nepticulidae). De wetenschappelijke naam van de soort is voor het eerst geldig gepubliceerd in 1876 door Heinemann & Wocke.